# Marquis de Downshire

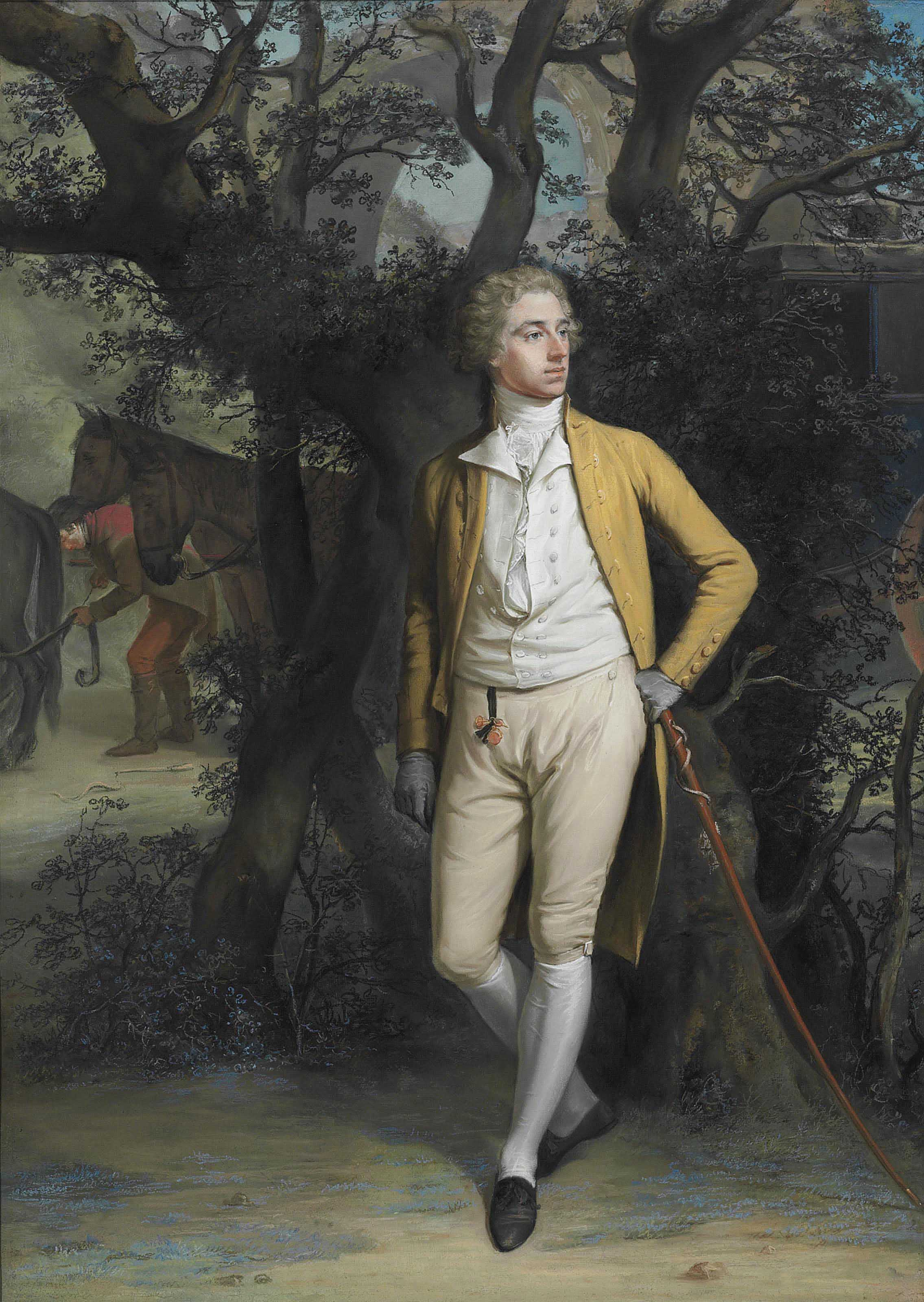
Arthur Hill, 2nd Marquis de Downshire, par Hugh Douglas Hamilton

Marquis de Downshire est un titre de la pairie d'Irlande. Il a été créé en 1789 pour Wills Hill, 1er comte d'Hillsborough, un ancien secrétaire d'État.
Wills Hill avait déjà été fait comte d'Hillsborough et vicomte Kilwarlin du comté de Down, dans la pairie d'Irlande en 1751 avec la succession, faute de descendance mâle de son côté, en faveur de son oncle Arthur Hill, 1er vicomte Dungannon. Il a également été fait baron d'Harwich, dans le comté d'Essex, dans la pairie de Grande-Bretagne en 1756 avec un siège à la Chambre des lords. En 1772, il en outre reçu le titre de comte d'Hillsborough et vicomte Fairford du comté de Gloucester, dans la pairie de Grande-Bretagne.
Downshire est le fils aîné de Trevor Hill, qui avait été fait vicomte Hillsborough et baron Hill de Kilwarlin du comté de Down, dans la pairie d'Irlande en 1717, avec la succession, faute de descendance mâle de son côté, en faveur de Michael Hill. Trevor Hill est le frère du susnommé Arthur Hill, 1er vicomte Dungannon.
Outre nombre d'autres domaines, le marquis possède le château d'Hillsborough, le domaine de Blessington et Easthampstead Park, près de Bracknell. Les marquis sont également officiers de police d'Hillsborough Fort.
Avant le vote de l'Acte sur la Chambre des lords de 1999, les marquis y siégeaient comme comte d'Hillsborough.

## Vicomte Hillsborough (1717)
- 1717-1742 : Trevor Hill (1693-1742) ;
- 1742-1793 : Wills Hill (1718-1793), créé marquis de Downshire en 1789.

## Marquis de Downshire (1789)
- 1789-1793 : Wills Hill (1718-1793) ;
- 1793-1801 : Arthur Hill (2e marquis de Downshire) (1753-1801) ;
- 1801-1845 : Arthur Hill (3e marquis de Downshire) (1788-1845) ;
- 1845-1868 : Arthur Hill (4e marquis de Downshire) (1812-1868) ;
- 1868-1874 : Arthur Hill (5e marquis de Downshire) (1844-1874) ;
- 1874-1918 : Arthur Hill (6e marquis de Downshire) (1871-1918) ;
- 1918-1989 : Arthur Hill (7e marquis de Downshire) (1894-1989) ;
- 1989-2003 : Robin Hill (8e marquis de Downshire) (1929-2003) ;
- depuis 2003 : Nicholas Hill (9e marquis de Downshire) (en) (né en 1959).

Son héritier apparent : Edmund Robin Arthur Hill, comte d'Hillsborough (né en 1996).